# Descalços pel parc
Descalços pel parc (títol original en anglès Barefoot in the Park) és una pel·lícula estatunidenca de 1967 dirigida per Gene Saks, que parla dels primers dies de convivència i crisi d'una parella (Robert Redford i Jane Fonda) acabada de casar. El guió, de Neil Simon, està basat en la seva pròpia obra de teatre homònima. Està doblada al català.
Com a actors secundaris, Mildred Natwick interpretava a la mare de la núvia i Charles Boyer interpretava el veí de la parella que canviava el curs de les seves vides sense adonar-se'n.
És una comèdia conservadora i avantguardista alhora pels comportaments que assigna a cadascun dels personatges femenins. De la jove esposa s'espera un comportament contingut i de mestressa de casa mentre planeja la transformació, en forma de desinhibició, de la mare vídua i aparentment conservadora.
El film està impregnat per la frescor dels seus dos joves protagonistes, Robert Redford i Jane Fonda, però també per la interpretació dels actors secundaris.

## Argument
Dos joves acabats de casar, Corrie i Paul, estan bojament enamorats un de l'altre. Han oblidat del tot la resta del món. Després d'una lluna de mel de sis dies a l'Hotel Plaza, els nous esposos tenen problemes amb l'apartament, al Greenwich Village, un 6è pis sense ascensor, amb els quals no estan molt d'acord. Ella pensa massa a arreglar-se per estar bonica i agradar al seu marit, ell més en el seu negoci per guanyar diners i complaure la seva dona. Així comença una comèdia absurda.

## Repartiment
- Jane Fonda: Corrie Bratter
- Robert Redford: Paul Bratter
- Charles Boyer: Victor Velasco
- Mildred Natwick: Ethel Banks
- Herbert Edelman: El telefonista
- James Stone: El repartidor
- Ted Hartly: Franck
- Mabel Albertson: Tia Harriett
- Fritz Feld: El restaurador

## Rebuda
Dòcil i poc adaptativa adaptació cinematogràfica de l'obra de Simon; els diàlegs "guspirejants", rigorosament respectats pel director, són el millor de la pel·lícula.